# Gail Devers
Yolanda Gail Devers (Seattle, 19 de novembro de 1966) é uma ex-atleta norte-americana, três vezes campeã olímpica na distância de 100 metros. Para além do hectómetro, foi também especialista em 100 metros barreiras, prova em que foi campeã do mundo também por três vezes.

## Biografia
Devers cresceu na cidade de National City, Califórnia, onde estudou no liceu local. Em sua homenagem, ao estádio da cidade foi dado o nome de Gail Devers Stadium.
Cedo se revelando como um talento nas provas de 100 metros e 100 m barreiras, conseguiu apurar-se para os Jogos Olímpicos de Seoul, em 1988, acabando por ser eliminada nas meias-finais. Nessa altura começou a queixar-se frequentemente de enxaquecas e falta de visão. Em 1990 foi-lhe diagnosticada uma doença auto-imune - a Doença de Graves -, uma forma de hipertireoidismo que causa precisamente irritação nos olhos. Iniciando um tratamento à base de radiações, Devers recuperou rapidamente e recomeçou o treino intensivo. 
Em 1991, nos Campeonatos Mundiais de Tóquio, alcançou a medalha de prata nos 100 m barreiras. Nos Jogos Olímpicos de 1992, Devers brilhou em Barcelona. Venceu os 100 metros, numa final emocionate em que cinco atletas ficaram separadas por 0.06 segundos, enquanto que, nos 100 m barreiras, quando seguia na frente isolada, bateu na última barreira e acabou cortando a meta em quinto lugar.
Nos Campeonatos Mundiais de 1993 venceu as suas duas provas de eleição, tendo ainda revalidado o título das barreiras na edição de 1995. Em 1996 torna-se a primeira mulher norte-americana a vencer a prova olímpica de 100 metros, desde que Wyomia Tyus o havia feito 28 anos antes. No entanto, voltou a falhar na final de barreiras, acabando em quarto lugar, fora das medalhas. Na estafeta 4 x 100 metros conseguiria alcançar a sua terceira medalha olímpica.
Após estas Olimpíadas, Devers concentrou-se apenas na prova de barreiras, conseguindo ainda ser campeã mundial em 1999. Após o falhanço da participação nos Jogos Olímpicos de Sydney, permaneceu ainda em competição até 2005, ano que deu à luz uma criança.
Para além das qualidades de atleta, Devers também era famosa pelo seu visual, ficando conhecida como a corredora das longas unhas.

## Melhores marcas pessoais

### Outdoor
| Prova                | Data                | Local               | Marca   |
| -------------------- | ------------------- | ------------------- | ------- |
| 100 metros           | 1 de agosto de 1992 | Barcelona, Espanha  | 10,82 s |
| 200 metros           | 23 de maio de 1987  | Corvallis, OR, EUA  | 22,71 s |
| 100 metros barreiras | 23 de julho de 2000 | Sacramento, CA, EUA | 12,33 s |

### Indoor
| Prova               | Data                    | Local           | Marca       |
| ------------------- | ----------------------- | --------------- | ----------- |
| 50 metros           | 21 de fevereiro de 1999 | Liévin, França  | 6,02 s (WR) |
| 60 metros           | 12 de março de 1993     | Toronto, Canadá | 6,95 s (WR) |
| 60 metros barreiras | 1 de março de 2003      | Boston, MA, EUA | 7,74 s (NR) |